# 密乗院 (大田区)
密乗院（みつじょういん）は、東京都大田区にある真言宗智山派の寺院。

## 概要
承久年間（1219年～1222年）、真栄によって開山された。当院は近くの三輪神社の別当寺であった。
墓地には、板海苔を考案した野口六郎左衛門の墓がある。

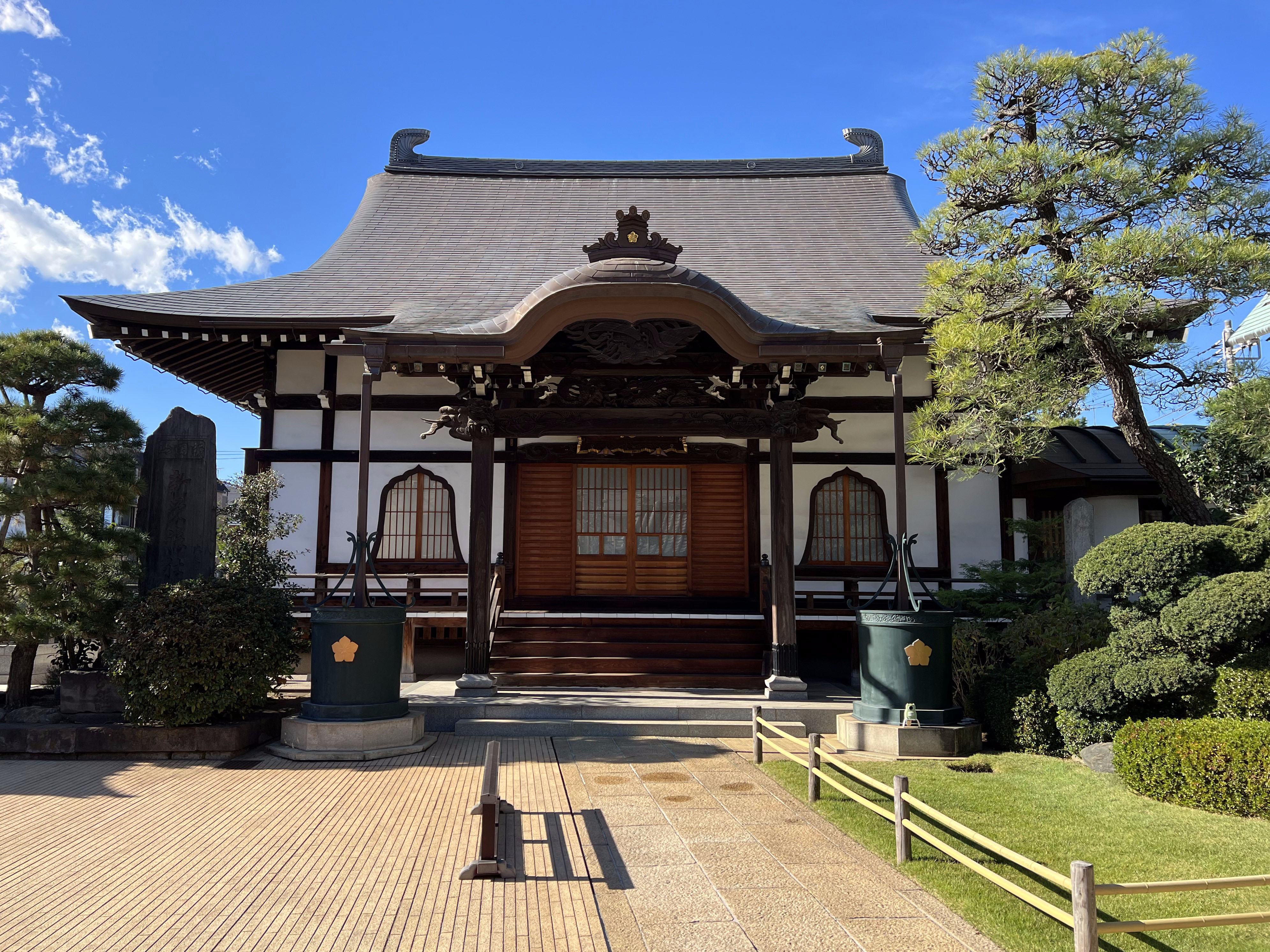
本堂

## 交通アクセス
- 梅屋敷駅より徒歩10分。